# Staatsarchiv Altenburg

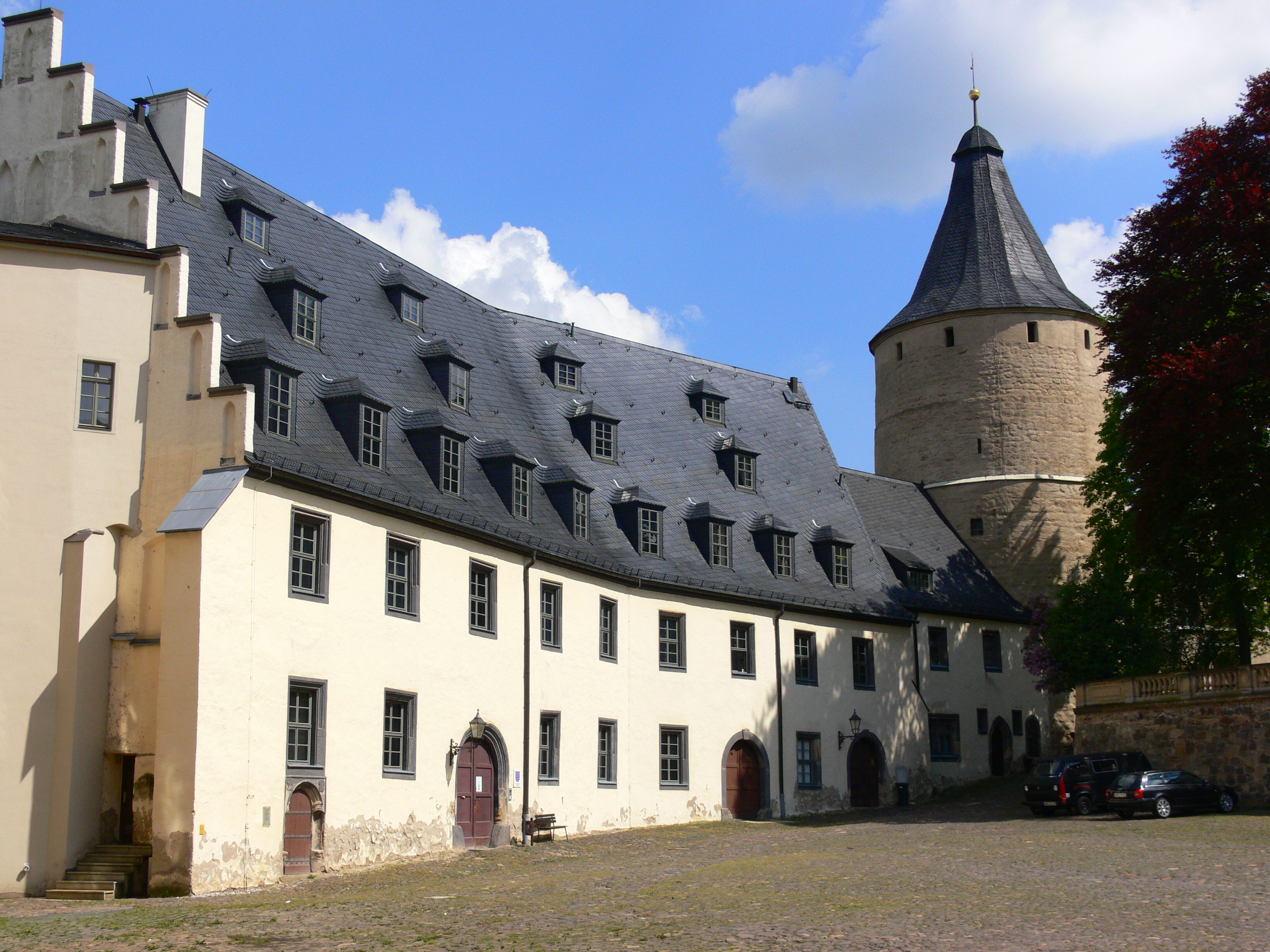
Die Junkerei des Schlosses Altenburg

Das Staatsarchiv Altenburg ist ein Staatsarchiv des Freistaates Thüringen. Es hat seinen Sitz in der früheren Junkerei des Altenburger Schlosses in der ostthüringischen Kreisstadt Altenburg. Es ist eine Abteilung des Thüringer Landesarchivs.

## Geschichte
Das heutige Staatsarchiv wurde 1743 als Regierungsarchiv des Herzogtum Sachsen-Altenburg eingerichtet. Vorläufer des Archives sind bereits 1603 nachweisbar. Mit Gründung des Herzogtums Sachsen-Gotha-Altenburg ging das Archiv in dessen Trägerschaft über; mit Wiedereinrichtung des Herzogtums Sachsen-Altenburg fiel es 1826 an dieses zurück. Im selben Jahr wurde neben dem Herzoglichen Regierungsarchiv ein Herzogliches Geheimarchiv eingerichtet. 
Im 1920 gegründeten Land Thüringen fasste man 1923 alle Behördenarchive der Thüringischen Staaten, namentlich Sachsen-Weimar-Eisenach, Sachsen-Gotha, Sachsen-Meiningen, Sachsen-Altenburg, Schwarzburg-Rudolstadt, Schwarzburg-Sondershausen und den Volksstaat Reuß, im Thüringischen Staatsarchiv zusammen. Das Staatsarchiv Altenburg war in dieser Zeit für die staatlichen Mittel- und Unterbehörden sowie die Kreisverwaltung des Landkreises Altenburg zuständig. Der Direktor der Thüringischen Staatsarchive hatte seinen Sitz zunächst in der damaligen Landeshauptstadt Weimar. Bis 1936 führte man alle Behördenarchive am Standort im Altenburger Schloss zusammen. 
Nach dem Zweiten Weltkrieg wurde das Staatsarchiv 1951 in Landesarchiv umbenannt. Mit Auflösung des Landes Thüringen 1952 war es nur noch historisches Archiv. 1965 wurde es dem neu gegründeten Staatsarchiv Weimar zugeordnet und war als Historisches Staatsarchiv ab 1976 eine Außenstelle des Staatsarchivs Weimar. Erst 1994 erhielt das Staatsarchiv Altenburg seine organisatorische Selbständigkeit als eigenständige Landesbehörde unter dem alten Namen Thüringisches Staatsarchiv Altenburg zurück. Heute dient es wieder als Archiv für die mittleren und unteren Landesbehörden und nachgeordneten Behörden des Bundes, soweit diese ihren Sitz im Landkreis Altenburger Land haben.